# Los Planetas
Los Planetas est un groupe de rock indépendant espagnol, originaire de Grenade. Formé au début des années 1990, il a été l'un des chefs de file du mouvement musical indépendant espagnol. Le groupe est né de l'union de Juan Ramón Rodríguez (connu sous son nom de scène Jota), chanteur et compositeur de la plupart des chansons, et Florentino Muñoz (Florent), auxquels se sont joints progressivement plusieurs autres musiciens.

## Biographie

### De Los Subterráneos àMedusa EP(1990-1993)
Juan Rodríguez (Jota) (étudiant en sociologie à l'Université de Grenade) et Florent Muñoz (étudiant de Droit ) se rencontrent pendant les années 1990, et rapprochent musicalement. Ils décident de former le groupe Los Subterráneos (deux versions du groupe existent : une en hommage au groupe new-yorkais The Velvet Underground, et l'autre en référence au livre homonyme de Jack Kerouac) à la voix et à la guitare respectivement, avec May Oliver à la basse et, plus tard, Paco Rodríguez à la batterie. Los Subterráneos publiera une variété de démos, dont une en avril 1992 qui inclut les morceaux Mi hermana pequeña, El centro del cerebro, La caja del diablo etEspiral, enregistrés avec le nouveau batteur, Carlos Salmerón.
Entretemps, Christina Rosenvinge est accompagnée par Los Subterráneos pour ses premiers albums en solo, avec lesquels J et les autres décident de changer définitivement leur nom pour Los Planetas, avec lequel ils participeront à plusieurs concours (Radio 3, Rockdelux...), et aux programmes de radio consacrés à la musique indépendante espagnole, tels que Discogrande et Diario Pop. À partir de là, Mi hermana pequeña (meilleure chanson nationale de l'année 1992 pour Rockdelux et Discogrande) et Pegado a ti sont inclus dans leur premier vinyle, l'EP Medusa, publié par le label indépendant Elefant Records, en 1993 et produit par Antonio Arias et Miguel A. Rodríguez (Lagartija Nick) (le batteur étant encore Paco Rodríguez). En 1996, Elefant Records rééditera Medusa en format CD.

### Super 8etPop(1994-1996)
La montée de la musique indépendante espagnole attire l'intérêt de plusieurs multinationales qui signeront ses groupes, comme notamment BMG, et ensuite l'A&R Javier Liñán (plus tard à Warner Chapell, de la succursale Virgin Chewaka et à El Volcán Música, actuellement agent de gestion de Los Planetas) ; puis Los Planetas signera au label RCA Records.
Leur album Super 8 est produit par Fino Oyonarte (bassiste du groupe madrilène Los Enemigos, et fondateur et temporairement membre du groupe Clovis). Il est publié aux labels RCA-BMG, le 13 juin 1994, en vinyle, CD et cassette. Il comprend l'une de leurs premières démos, De viaje (reprise par Astrud et Fangoria en CD single publié chez Club FanFatal en 1998, le premier single Brigitte, une reprise de Desorden d'Ian Curtis, La caja del diablo et, entre autres, le morceau à succès [ué puedo hacer. Javier Aramburu, qui sera responsable de l'art du travail du groupe jusqu'en 2005, est responsable de la conception de la couverture et du livret de l'album.
Pour leur deuxième album disco, le groupe fait appel au producteur Kurt Ralske (meneur du groupe new-yorkais Ultra Vivid Scene). Pop, une suite de Super 8 qui comprend trois singles (Himno generacional#83, David y Claudia et Punk, est publié en formats CD et cassette par RCA et en format vinyle par Subterfuge). Paco Rodríguez qui définitivement le groupe et est remplacé par Raúl Santos.

### Una semana en el motor de un autobús(1997-2000)
Enregistré à New York, et de nouveau produit par Kurt Ralske, Una semana en el motor de un autobús est publié par RCA-BMG, le 13 avril 1998, en formats CD et cassette audio. Il est bien accueilli par Rockdelux qui le consacre meilleur disque de l'année, second meilleur disque des années 1990, et 18e disque international du XXe siècle. Il s'agit d'un album-concept qui raconte pendant une heure, la vie du protagoniste du disque, vivant une semaine de déceptions, de fêtes, d'euphorie, de colère, de hauts et de bas. Trois nouveaux singles en sont extraits (Segundo premio, Cumpleaños total et La Playa). Dans la formation, May Oliver et Raúl Santos sont renvoyés, et remplacés respectivement par l'écossais Kieran Stephen (futur membre de Migala et plus tard membre de Fantasy Bar) et Novi (Fernando Novi, bassiste du groupe de punk rock PPM et road manager de Los Planetas), puis par Eric Jiménez (ex-KGB et aussi Lagartija Nick). Ils font aussi participer Jesús Izquierdo (claviers) et Banin Fraile (claviers, guitares et effets), ce dernier finira par faire partie de la formation stable du groupe. 
En mai 1999, ils publient Canciones para una orquesta química. Singles y EP 1993-1999, un double album qui comprend tous les singles publiés jusque-là, accompagné des EP Medusa, Nuevas sensaciones et ¡Dios existe! El rollo mesiánico de Los Planetas. Cette même année, la Rockdelux Publishing Company publie La Verdadera historia, une biographie du groupe écrite par Jesús Llorente, critique musical, écrivain et directeur du label Acuarela Discos.

### Unidad de desplazamiento(2000-2001)
Coproduit et enregistré par le producteur Carlos Hernández, l'album Unidad de desplazamiento continue musicalement dans la même lignée que son prédécesseur, Una semana en el motor de un autobús. Vas a verme por la tele et Un buen día sont les singles de l'album. La première édition de l'album est publié en sextuple digipack et la seconde en format normal (qui comprend le clip de Un buen día).

### Encuentros con entidades(2002-2003)
Leur cinquième album studio, Encuentros con entidades, est publié par RCA-BMG, le 26 août 2002. Il est coproduit par Carlos Hernández au studio El Refugio Antiaéreo ; un technicien-son américain externe au groupe et approuvé par Carlos Hernandez devait participer au mixage, mais rien ne se passe finalement comme prévu aux Playground Studios de Chicago, aux États-Unis, avec Keith Cleversley.
Finalement, il est mixé par Carlos Hernández lui-même au Refugio Antiaéreo. Ce disque comprend les singles Corrientes circulares en el tiempo, Pesadilla en el parque de atracciones, El espíritu de la Navidad et El artista madridista. Tous les singles incluent un DVD avec un ou deux clips vidéo chacun, et un DVD est édité avec des vidéos de toutes les chansons (à la fois en stéréo et en 5.1) et certains des clips promotionnels d'anciens singles. Encuentros con entidades est initialement publié en format digipack, puis en format normal.
Le 17 décembre 2003, le magazine Cáñamo publie l'album Los Planetas se disuelven qui comprend quatre chansons enregistrées sous différentes substances psychoactives par Carlos Hernández.

### Los Planetas contra la ley de la gravedad(2004-2006)
De nouveau enregistré par Carlos Hernández, Los Planetas contra la ley de la gravedad est publié par RCA-BMG, le 26 juillet 2004, et comprend des morceaux comme El golpe de gracia, Nunca me entero de nada (qui fait participer Guille Mostaza, du groupe Ellos), et les singles Y además es imposible (un duo avec Irantzu Valencia), classé premier des ventes espagnoles et No ardieras. Pour la première fois, un album de Los Planetas contient des chansons précédemment éditées : : Experimentos con gaseosa, morceau issu de l'EP Los Planetas se disuelven (Cáñamo / RCA 2003), et Podría volver, version de Bambino incluse dans la compilation Bambino, por ti y por nosotros (RCA - BMG 2004).
Le coffret Singles 1993-2004. Todas sus caras A / Todas sus caras B, publié par RCA-BMG, le 28 mars 2005, comprend les 22 singles édités présentés indiivduellement dans un emballage carton. Il fera participer pour la dernière fois Javier Aramburu comme concepteur de couverture.

### La leyenda del espacio(2007-2008)
L'album La leyenda del espacio est publié par RCA-Sony-BMG, le 10 avril 2007. Le titre s'inspire de l'album La leyenda del tiempo, publié en 1979 par Camarón de la Isla. Plusieurs chansons de l'album, comme El canto del Bute, Si estaba loco por ti, Reunión en la cumbre, Ya no me asomo a la reja, Tendrá que haber un camino (chanté par Enrique Morente) et le single Alegrías del incendio, adoptent des styles de flamenco à des structures de rock. Cette fois, c'est Daniel D'Ors Vilardebó qui est responsable de la conception de la couverture de l'album.
Concernant les éléments de flamenco, Jota dirá expliquera des années plus tard que « le rock'n'roll est un peu axé flamenco. Et on l'a fait sans que les gens le remarquent. Le public pensait que c'était de la pop normale, mais ce sont des chansons qui ont marqué dans la culture andalouse pendant des siècles, la seule chose que nous varions c'est l'harmonie, la différence entre le flamenco et la musique populaire européenne est dans la corde sensible. »
Le 3 avril 2008, il est reconnu meilleur album national de rock alternatif de 2007 aux Premios de la Música organisés par l'Academia de las Artes y las Ciencias de la Música. Le 15 octobre 2008, le concert hommage La leyenda de Los Planetas est célébré à la Sala 1 de l'Auditori de Barcelone, à l'occasion du 15e anniversaire du premier EP du groupe. Les groupes qui y participent incluent Clovis, Pumuky, Manos de Topo, Fantasma #3, Tachenko,  Nacho Vegas, Lori Meyers et Lagartija Nick.

### Principios básicos de astronomía(2009)
En juillet 2009 sort le premier album du groupe sous le label Sony BMG Music Entertainment : la compilation Principios básicos de Astronomía en double édition (CD, et pack comprenant CD, DVD et comic book illustré par Juanjo Sáez qui interprète 22 chansons de Los Planetas. Dans certains des concerts du groupe, organisés en 2009, le bassiste Miguel López est remplacé par Israel Medina de Half Foot Outside.

### Una ópera egipcia(2010)

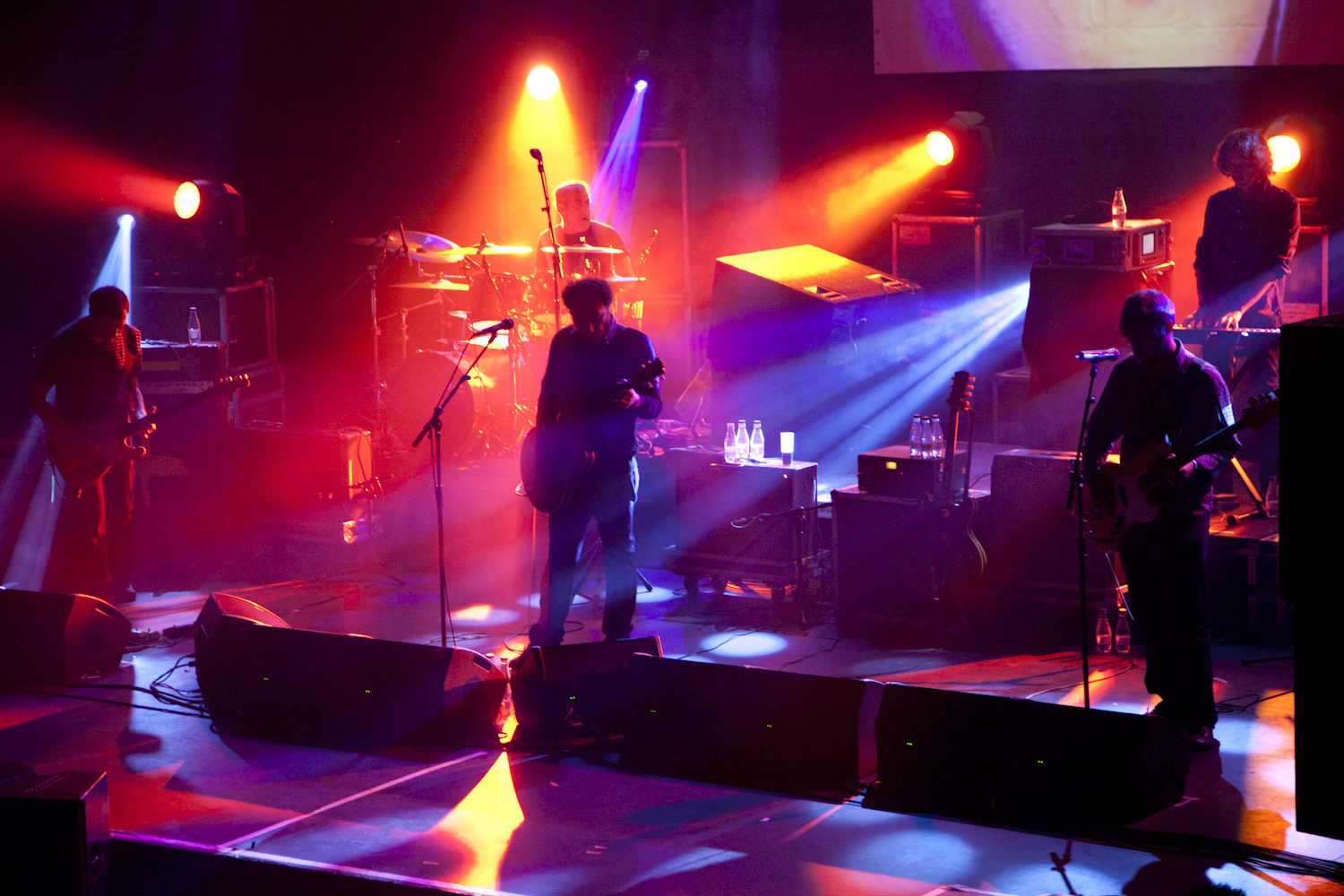
Los Planetas au Razzmatazz, de Barcelone, en 2010.

En hommage au chanteur Manolo Caracol, Los Planetas sortent le 8 décembre 2009 l'EP Cuatro palos, qui comprend quatre chansons, chacune dans un style flamenco différent. Avec une couverture conçue, encore, par Daniel D'Ors Vilardebó, l'album est un avant-goût du huitième album du groupe.
Le titre du huitième album est Una ópera egipcia. Il fait participer La Bien Querida en deux chansons, Enrique Morente, Antonio Arias, David Rodríguez, et Eloy Heredia. Ils font appel à Max pour le clip du single Y además es imposible. Le 28 avril 2011, l'album est nommé meilleur disque national de rock alternatif de 2010 aux Premios de la Música organisés par l'Academia de las Artes y las Ciencias de la Música. Pour l'album, le groupe recrute Julián Méndez, ancien basisste et membre fondateur du groupe Lori Meyers, et bassiste du projet parallèle de Florent et Banin, Los Invisibles.
En mars 2010, ils participent (avec Amaral, Tom Cary, Nudozurdo et The Unfinished Sympathy) au festival South by Southwest (SXSX), d'Austin, au Texas, au programme Sounds from Spain d'ICEX.

### Los Evengelistas (2010-2012)
En 2010, J commence à expérimenter des sons avec Enrique Morente et Juan Habichuela Nieto, dont une version de Un hombre solo de Décima Víctima, mais la mort d'Enrique provoque un séisme au sein du groupe ; Los Planetas se bat pour revendiquer son héritage à travers Los Evangelistas. J, Eric, Florent et Antonio Arias (chanteur de Lagartija Nick) forment en 2011 Los Evangelistas, un groupe en hommage à Enrique Morente, qui effectuera son premier concert le 18 juin pendant la quatrième édition de La Noche Blanca del Flamenco, à Córdoba,.
Le vinyle et CD Homenaje a Enrique Morente est publié au label El Ejército Rojo, en octobre 2012, « un album hommage dans lequel ils revoient d'une perspective très personnelle douze morceaux d'Enrique Morente. Ils ont le soutien de sa famille, en particulier avec une collaboration vocale de Soleá Morente. » En 2013 sort l'EP Encuentro chez El Volcán, cinquième morceau en collaboration avec Soleá Morente au chant.

### De viaje por Los Planetas(2013-2016)

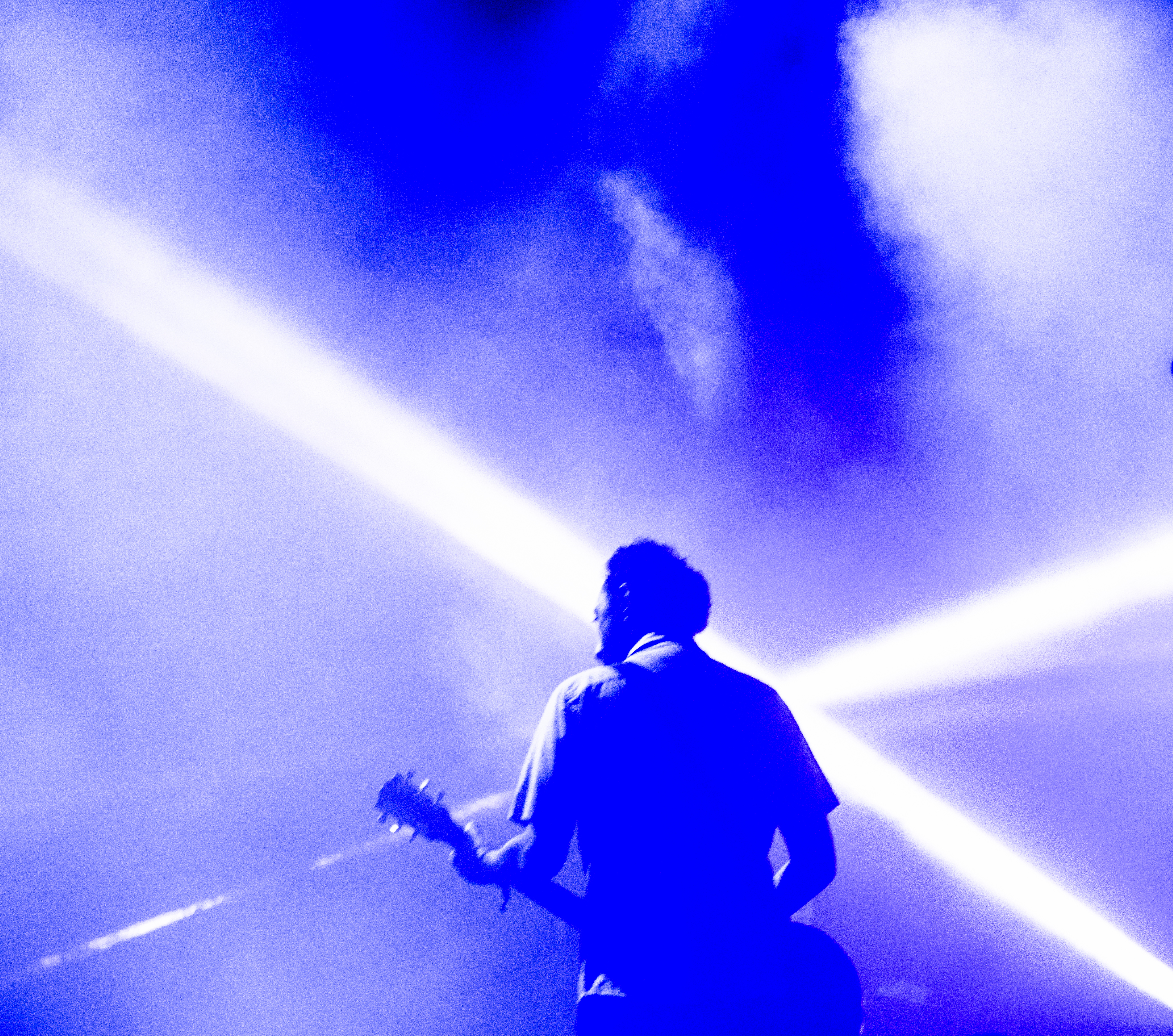
Los Planetas au Festival International de Benicasim en 2015.

Le 28 avril 2014, les éditions Ondas del Espacio publient, en parallèle au vingt ans de Super 8, De viaje por Los Planetas, un livre illustrant la carrière du groupe. Il fait participer Julio Ruiz, Jesús Llorente, Santi Carrillo, Guillermo Z. del Águila, Joaquín Pascual, Borja Prieto, Jesús Ordovás, Antonio Arias et Joan S. Luna à l'écriture ; et Abel Cuevas, Moderna de Pueblo, Joaquín Reyes, Paula Bonet et Juan Berrio, entre autres, pour les illustrations. Il est accompagné d'un CD comprenant les morceaux de Medusa EP, Super 8 et Nuevas sensaciones de Doble Pletina, Grushenka, Manu Ferrón, El Faro, Odio París, Klaus y Kinski, Reina Republicana, Disco las Palmeras!, Muy Fellini, McEnroe, Pumuky, Estela, El Último Vecino, Universal Circus, Los Bonsáis, Dënver, et Cosmen Adelaida.
En mars 2015, le label El Segell del Primavera sort leur EP Dobles fatigas, qui comprend quatre chansons pour un total de 20 minutes. Il est mis en ligne su le site web du groupe le 10 avril et mis en vente le 4 mai 2015

### Zona temporalmente autónoma(depuis 2017)
A la fin 2016, le groupe annonce la sortie, pour le 27 janvier 2017, du CD single et vinyle sept pistes Espíritu olímpico, qui fait participer La Bien Querida, et de l'album Zona temporalmente autónoma, publié le 24 mars 2017,,,.
Le 24 février 2017 sort le deuxième single de l'album, Islamabad, qui s'inspire de Ready pa morir de Yung Beef,. Le 21 mars 2017 sort le nouveau morceau Porque me lo digas tú.
En 2024, le groupe reçoit la Médaille d'or du mérite des beaux-arts, décernée par le Ministère de l'Éducation, de la Culture et des Sports espagnol.

## Membres
- Juan Ramón Rodríguez Cervilla / J Rodríguez / J / Jota - voix, guitare
- Florentino Muñoz Lozano / Florent Muñoz / Florent - guitare
- Ernesto Jiménez Linares / Eric Jiménez / Erik /  Eric - batterie
- Esteban Fraile Maldonado / Banin Fraile / Banin - clavier, guitare
- Julián Méndez Podadera / Julián Méndez / Julián - basse, chœurs

## Discographie

### Albums studio
- 1994 : Super 8
- 1996 : Pop
- 1998 : Una semana en el motor de un autobús
- 2000 : Unidad de desplazamiento
- 2002 : Encuentros con entidades
- 2004 : Los Planetas contra la ley de la gravedad
- 2007 : La leyenda del espacio
- 2010 : Una ópera egipcia
- 2017 : Zona temporalmente autónoma

### Compilations
- 1999 : Canciones para una orquesta química (compilation de tous les singles parus à cette époque)
- 2004 : Singles 1993-2004
- 2009 : Principios básicos de Astronomía

## Postérité
- Le film Segundo premio réalisé par Isaki Lacuesta et Pol Rodríguez (sorti en 2024 en Espagne et en 2025 en France), dont le titre reprend l'une de leurs chansons, est inspiré de la vie du groupe[40].